# Gondomar (Guimarães)
Gondomar ist ein Ort und eine ehemalige Gemeinde (Freguesia) im Norden Portugals.
Gondomar gehört zum Kreis Guimarães im Distrikt Braga. Die Gemeinde hatte eine Fläche von 4,5 km² und 494 Einwohner (Stand 30. Juni 2011). Die Gemeinde ist nur gering urbanisiert.
Am 29. September 2013 wurden die Gemeinden Gondomar, Souto (São Salvador) und Souto (Santa Maria) zur neuen Gemeinde União das Freguesias de Souto Santa Maria, Souto São Salvador e Gondomar zusammengeschlossen.